# Metaporus
Metaporus es un género de coleópteros adéfagos  perteneciente a la familia Dytiscidae. 

## Especies
- Metaporus meridionalis
- Metaporus orientalis	Toledo & Hosseinie 2003